# Tourne-montre

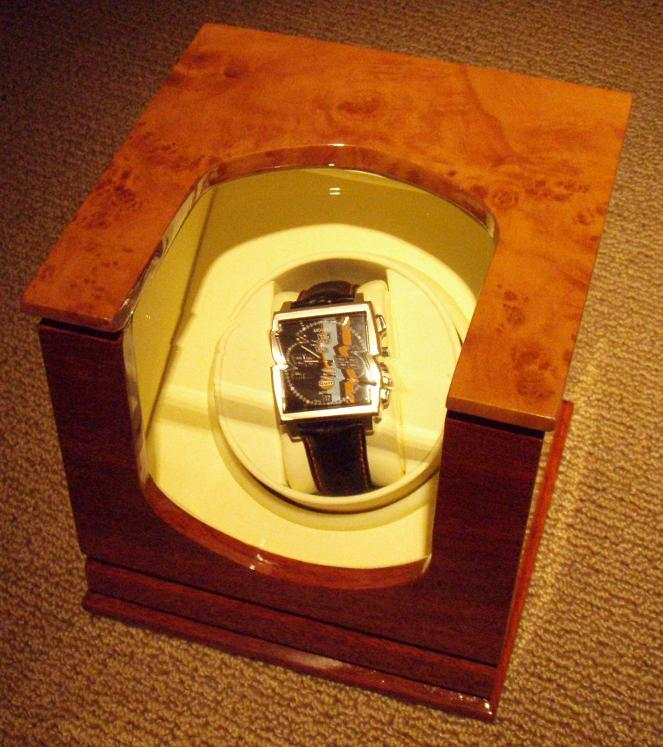
Exemple de tourne-montre.

Le tourne-montre, aussi appelé watchwinder en anglais, est un système permettant de recharger artificiellement une montre mécanique à remontage automatique. 

## Description
Ces mouvements horlogers sont équipés d'une masse qui tourne autour d'un axe, généralement situés côté fond du boitier. À chaque mouvement de la masse, un système de cliquets emmagasine l'énergie produite dans un ressort qui alimente le mouvement du balancier, faisant tourner les pignons de la montre. Ce type de dispositif est utile aux collectionneurs de montres qui veulent changer tous les jours de chronomètre sans avoir à les remettre en marche chaque matin, ce qui peut sembler simple mais peut se révéler fastidieux pour les modèles à complication : date avec mois et années, phases de lune... Cela réduit par ailleurs le risque d'endommager le pas de vis et le joint de la couronne.
Deux philosophies s'affrontent sur l'impact de cette vie permanente sur les mouvements : certains préfèrent laisser les montres s'arrêter pour ne pas user les pignons, d'autres préfèrent garder les mécaniques en action pour maintenir un bon huilage des pièces. Ils font généralement entre 650 et 900 tours par jour (TPD, Turn Per Day en anglais).
Généralement constitués d'un caisson en bois précieux autour d'un moteur électrique, il existe des tournes-montre de toutes sortes et de tous prix.